# Tvigölingeskogens naturreservat
Tvigölingeskogens naturreservat är ett naturreservat i Uppsala kommun i Uppsala län.
Området är naturskyddat sedan 2012 och är 3 hektar stort. Reservatet består av granskog med död barrved i olika nedbrytningsstadier och myrmark. 